# Катарангра
Катарангра — упразднённый посёлок при железнодорожной станции в Могочинском районе Забайкальского края России. На момент упразднения входил в состав Ксеньевского поселкового округа. Исключен из учётных данных в 2001 году.

## География
Село находится в западной части района, на левом берегу реки Чёрный Урюм, у одноимённой железнодорожной станции на линии Куэнга — Бамовская Забайкальской железной дороги, на расстоянии примерно 15 километров (по прямой) к северо-востоку от посёлка Ксеньевка.
Климат
Климат характеризуется как резко континентальный, с морозной продолжительной зимой и коротким относительно тёплым летом. Средняя температура самого тёплого месяца (июля) составляет 14 — 18 °C (абсолютный максимум — 37 °С). Средняя температура самого холодного месяца (января) — −28 — −32 °C (абсолютный минимум — −53 °С). Годовое количество осадков — 400—600 мм.

## История
Возник в 1958 году в связи со строительством железнодорожной станции.